# Luis Blandón
Luis Alfredo Blandón Flores, nacido en Managua es un activista y político de Nicaragua.

## Biografía
Estudió la Licenciatura en Contabilidad pública y Auditoria en la UCA. Amplió estudios con un posgrado en gestión de proyectos. Es contador público y promotor social.
Fue Enlace Nacional de la Juventud Renovadora, anterior miembro de la Junta Directiva Nacional y de la Comisión Ejecutiva.
Ejerció de portavoz y representante  del partido político Unamos en la Unidad Nacional Azul y Blanco (Unab).
Fue promotor de manifestaciones en contra del canal interoceánico y por la democracia y justicia en Nicaragua.
Desde 2023, en la X Convención Nacional de Unamos, fue elegido presidente y Dulce María Porras,  vicepresidenta. 
Hoy en día está exiliado en España tras su participación en las protestas antigubernamentales de 2018. 
En 2024 participó como presidente de Unamos en el Consejo Internacional de la Internacional Socialista celebrado en Madrid, donde solicitó que continúe la presión internacional contra el régimen de Daniel Ortega y Rosario Murillo.